# Avast Antivirus
Avast Antivirus és una família d'aplicacions destinades a la seguretat a Internet desenvolupades per Avast Software, amb seu a Praga, República Txeca. Compta amb diverses versions, que cobreixen des de l'usuari domèstic fins al corporatiu. És disponible per a Microsoft Windows, macOS, Android i iOS. Els productes d'Avast Antivirus inclouen tant versions de programari gratuït com de programari de propietat, els quals ofereixen seguretat informàtica, seguretat de navegador, antivirus, tallafoc, protecció contra pesca, protecció contra programari espia i, protecció contra correu brossa, entre d'altres serveis.
La primera versió fou creada l'any 1988. Avast està dissenyat com un motor d'exploració central i incorpora la tecnologia contra programari espia, així com capacitats d'autodefensa i protecció d'eines d'intrusió.
A l'any 2017, Avast és l'antivirus més popular del mercat.

## Productes
El programari d'Avast és només disponible per a dispositius amb connexió a Internet, i és disponible en 45 llengües, inclòs el català.

### Productes per a Microsoft Windows
- Avast Free Antivirus (Antivirus Avast Gratuït). Per a ús no comercial i domèstic.
- Avast Pro Antivirus. Per a ús domèstic
- Avast Internet Security
- Avast Premier

### Productes per a macOS
- Avast Free Mac Security (Seguretat gratuïta per a Mac Avast)

### Productes corporatius
- Avast for Business (Avast per a empreses)
- Endpoint Protection/Protection Plus/Protection Suite/Protection Suite Plus
- Email Server Security (Seguretat per a servidors de correu electrònic)
- File Server Security (Seguretat per a servidors d'arxius)
- Security Suite for Linux (Suite de seguretat per a Linux)

### Productes per a Android
- Avast Mobile Security & Antivirus